# Ruhr
Ruhr ili Ruhrsko područje, Ruhrski okrug, Ruhrska regija Ruhrska dolina je velika konurbacija u pokrajini Sjeverna Rajna-Vestfalija u Njemačkoj.  S gustoćom naseljenosti od 2.800/km2 i preko 5 milijuna stanovnika (2017.) najveće je urbano područje u Njemačkoj. Čini ga nekoliko velikih gradova omeđenih rijekama Ruhr na jugu, Rajnom na zapadu i Lippeom na sjeveru. Na jugozapadu graniči s područjem niskih planina Bergisches Land. Ruhr se može smatrati dijelom veće metropolitanske regije Rajna-Ruhr s više od 10 milijuna ljudi, što je čini jednom od najvećih u Europi.
Ruhrski gradovi su, od zapada prema istoku: Duisburg, Oberhausen, Bottrop, Mülheim an der Ruhr, Essen, Gelsenkirchen, Bochum, Herne, Hagen, Dortmund, Lünen, Bergkamen, Hamm i okruzi Wesel, Recklinghausen, Unna i Ennepe-Ruhr-Kreis. Najnaseljeniji gradovi su Dortmund (s približno 588.000 stanovnika), Essen (oko 583.000) i Duisburg (oko 497.000).
U srednjem vijeku Hellweg je bio važan trgovački put koji je prolazio područjem Donje Rajne do planina Teutoburške šume. Najvažniji gradovi regije od Duisburga do carskog grada Dortmunda smješteni su duž Hellwega od Porajnja do Vestfalije. Od 19. stoljeća ti su gradovi srasli u jedan veliki urbani kompleks s vrlo razvijenom industrijom u kojem sada živi oko 7,3 milijuna ljudi (uključujući velike gradove Düsseldorf i Wuppertal, koji se nalaze u blizini, ali formalno nisu dio Ruhrskog područja).
Rursko područje nema administrativno središte. Svaki grad na tom području ima svoju vlastitu upravu, iako postoji i nadopćinska institucija "Regionalverband Ruhr " u Essenu. Godine 2010. Ruhrsko područje izabrano je za europsku prijestolnicu kulture.

## Geografija
Urbano područje Ruhra proteže se od donjeg dijela Rajnskog sliva istočno do Vestfalske nizine i južno do Rajnskog masiva (njem. Rheinisches Schiefergebirge). Kroz središte Ruhra prolazi segment lesnog pojasa koji se proteže duž cijele Njemačke od zapada prema istoku. Ovaj pojas lesa prolazi kroz neke od povijesno najbogatijih njemačkih poljoprivrednih regija.
Područje je geološki definirano slojevima koji sadrže ugljen iz gornjeg razdoblja karbona. Slojevi ugljena dopiru do same površine u uskom pojasu uz rijeku Ruhr i uranjaju u dubinu od rijeke prema sjeveru. Ispod rijeke Lippe ugljeni slojevi leže na dubini od 600 do 800 metara. Debljina pojedinih slojeva ugljena kreće se od jednog do tri metra, što je odigralo odlučujuću ulogu u razvoju rudarstva u ovom području.
Prema podacima Regionalverband Ruhr (RVR), 37,6 % površine regije je izgrađeno urbano područje, 40,7 % površine regije je poljoprivredno zemljište, šume čine 17,6 %, a vodene površine čine ostatak. Obuhvaćanjem četiri uglavnom ruralna okruga u inače urbani i industrijski Ruhr statistički se povećao udio poljoprivrednog zemljišta i šuma.
Gledano na karti, Ruhr bi se mogao smatrati jednim gradom, jer u potezu sjever -jug nema vidljivih prekida između pojedinih gradskih četvrti. Stoga se Ruhr opisuje kao policentrično urbano područje koje dijeli sličnu povijest urbanog i gospodarskog razvoja.
Zbog svoje povijesti Ruhr je strukturiran drugačije od monocentričnih urbanih područja poput Berlina i Londona, koji su se razvili brzim spajanjem manjih gradova i sela s rastućim središnjim gradom. Gradske četvrti Ruhra su naprotiv rasle neovisno jedna o drugoj tijekom industrijske revolucije. Gustoća naseljenosti središnjeg Ruhra danas je oko 2.100 stanovnika po četvornom kilometru, što je niska gustoća u usporedbi s drugim njemačkim gradovima.
Između većih gradskih središta nalaze se relativno otvorena predgrađa i otvorena zemljišta s poljoprivrednim površinama. Na nekim mjestima granice između gradova u središnjem Ruhru neprepoznatljive su zbog stalnog širenja gradskih predgrađa.
Čišćenjem i uređenjem zemljišta kontaminiranim industrijskom aktivnošću (tzv. "brownfield" zemljišta) stvoreni su novi parkovi i rekreacijska područja. Emscher Landschaftspark proteže se uz rijeku Emscher, ranije teško zagađenu kanalizacijskim ispustima, čiji su dijelovi danas prirodno obnovljeni. Ovaj park povezuje pojaseve zemljišta uređenog regionalnim planiranjem 1920-ih u parkove od sjevera prema jugu, kako bi formirali zeleni pojas između ruhrskih gradova.

## Povijest
Tijekom srednjeg vijeka veći dio regije kasnije nazvane Ruhrgebiet nalazila se u grofoviji Mark, vojvodstva Cleves i Berg te na područjima biskupije Münster i nadbiskupije Köln. Regija je uglavnom je bila agrarna, a zbog lesnog tla bila je jedna od bogatijih dijelova zapadne Njemačke. Slobodni carski grad Dortmund bio je trgovačko i kulturno središte smješteno na Hellwegu, važnom trgovačkom putu istok -zapad, koji je također donio prosperitet gradu Duisburgu. Oba grada bila su članovi Hanze.
Razvoj regije u urbanizirano industrijsko područje započeo je krajem 18. stoljeća ranom industrijalizacijom u obližnjoj dolini rijeke Wupper u Bergisches Land. Oko 1820. godine stotine su mlinova na vodeni pogon proizvodili tekstil, drvo, šindru i željezo u automatiziranim procesima, a u još više radionica u brdima visokokvalificirani radnici izrađivali su alat, oružje i druge predmete koristeći vodu, ugljen i drveni ugljen. Povijest nema utvrđen naziv za ovu fazu industrijske revolucije, ali mogli bismo je nazvati ranom industrijskom revolucijom na vodeni pogon.
S pojavom sve složenijih i većih strojeva, osobito nakon prijelaza s vodenog pogona na parne strojeve, lokalno iskopani kameni i drveni ugljen postali su sve traženiji i skuplji. Industrija područja Bergische Land naručivala je sve više ugljena iz novootvorenih ugljenokopa rudarskog područja uz Ruhr. Impresivne i skupe željeznice izgrađene su kroz brdovitu regiju Wupper za prijevoz ugljena, kasnije i čelika, iz Ruhra, te za prijevoz gotovih proizvoda.
Do 1850. godine na području Ruhra, u i oko središnjih gradova Duisburga, Essena, Bochuma i Dortmunda otvoreno je gotovo 300 ugljenokopa. Ugljen se izvozio ili prerađivao u koksarama u koks i koristio se u visokim pećima za proizvodnju željeza i čelika. U tom je razdoblju ime Ruhrgebiet postalo uobičajeno. Prije nego što su iscrpljena nalazišta ugljena uz Ruhr, rudarska industrija preselila se na sjever do Emschera i na kraju do Lippea, otvarajući sve dublje ugljenokope. Dovršetkom pruge Köln-Minden krajem 19. stoljeća izgrađeno je nekoliko željezara unutar granica današnjeg grada Oberhausena.
Urbanizacija je također potaknula širenje željezničkih veza. Početkom 1880-ih poljoprivredne regije nisu imale koristi od novoizgrađenih prometnih objekata koliko i industrijske regije što je znatno povećalo nejednakost u plaćama. Dugoročno, međutim, učinci blizine željeznice su se smanjili.
Broj stanovnika cijelog područja se brzo povećavao. Gradovi koji su početkom 19. stoljeća imali samo 2 000 do 5 000 stanovnika u stotinu godina su porasli na više od 100 000. Došlo je do naglog useljavanja i zapošljavanja kvalificiranih rudara iz drugih regija, a ubrzo su se doselili i nekvalificirani radnici. Od 1860. došlo je do velikih migracija iz Šleske, Pomeranije, Istočne Pruske i Posena u Ruhr. Mnogi od njih govorili su poljski i tretirani su kao građani drugog reda. Godine 1899. to je dovelo do pobune mladih poljskih radnika u Herneu, koji su kasnije osnovali radnički sindikat. Vješti radnici u rudnicima često su bili smješteni u "rudarskim kolonijama", koje su izgradile rudarske tvrtke. Do kraja Pruskog kraljevstva 1870. godine, više od 3 milijuna ljudi živjelo je u Ruhrgebietu, a novo rudarsko područje postala je najveća industrijska regija u Europi.
Tijekom Prvog svjetskog rata Ruhrgebiet je imao ulogu središnje njemačke tvornice oružja. U velikoj tvrtki iz Essena, F. Krupp AG, broj zaposlenih porastao je s 40 000 na 120 000 u četiri godine. Dijelom su bile žene, često prisilne radnice.
Spartakistički ustanak 1919. godine, koji je izbio u Berlinu, postao je popularan među radničkom klasom u Ruhru i regijom je brzo proširila marksistička ideologija. Nakon što su postrojbe Freikorpsa ugušile ustanak područje se vratilo pod kontrolu Weimarske republike, sve do izbijanja Kappovog puča i pokušaja svrgavanja Weimarske Republike na cijelom svom teritoriju. Weimarska je vlada na posljetku izašla kao pobjednica, ali uz uvođenje strogog autokratskog režima. U Ruhrskom području su radnici pokrenuli novu oružanu pobunu poznatu kao Ruhrski ustanak. Uspjeli su svrgnuti institucije vlade i zauzeti vladine zgrade što je šokiralo ostatak Njemačke. Osnovan su i radničke oružane postrojbe, a radnička vijeća koja su vodila ustanak proglasila su Ruhr neovisnom, socijalističkom republikom. Pobunu su na posljetku ugušili Freikorps i Reichswehr i ponovno uspostavili kontrolu.
U ožujku 1921. francuske i belgijske trupe okupirale su Duisburg, koji je prema Versajskom ugovoru činio dio demilitarizirane Rheinland. U siječnju 1923. cijeli Ruhrgebiet okupiran je u znak odmazde nakon što Njemačka nije ispunila obvezu isplate reparacija u Prvom svjetskom ratu kako je određeno Versajskim ugovorom. Njemačka je vlada odgovorila promicanjem "pasivnog otpora", potičući radnike i državne službenike da odbijaju naredbe i upute okupacijskih snaga. To je izazvalo kolaps proizvodnje i prometa, a financijske posljedice pridonijele su njemačkoj hiperinflaciji i uništile javne financije u Njemačkoj i Francuskoj, kao i u nekoliko drugih zemalja. Pasivni otpor otkazan je krajem 1923. i Njemačkoj je dopuštena provedba valutne reforme i vođenje pregovora o ratnim reparacijama što je u konačnici dovelo do potpisivanja Dawesovog plana. Francuske i belgijske postrojbe povukle su se iz Ruhra 1925. godine.
Dana 7. ožujka 1936. godine Adolf Hitler je naredio slanje 30 000 vojnika u Rajnsko područje, usprkos realnoj mogućnosti intervencije francuske vojske. Kao što su Hitler i drugi nacisti priznali, samo je francuska vojska tada mogla uništiti Wehrmacht. Francuska je prepustila odluku Ujedinjenom Kraljevstvu, koji su pak izjavili da Nijemci imaju pravo "ući u vlastito dvorište", stoga nisu ništa poduzeli. U Ligi naroda sovjetski delegat Maxim Litvinov jedini je predložio ekonomske sankcije Njemačkoj. Vojnim preuzimanjem kontrole nad Ruhrom Njemačka je stekla značajne resurse za ponovno naoružavanje. Istočni saveznici Francuske (Sovjetski Savez, Poljska, Čehoslovačka, Rumunjska i Jugoslavija) došli su do zaključka da su Francuzi odbili braniti vlastitu granicu, te zasigurno se neće zauzeti za svoje saveznike na istoku. Hitler je tada nastavio s erozijom savezničkog sustava koji je Francuska izgradila od 1919. Dana 16. listopada 1936. Belgija je odbacila savez s Francuskom potpisanim 1921. i proglasila vlastitu apsolutnu neutralnost. U listopadu 1937. Belgija je s Njemačkom potpisala pakt o nenapadanju.
Tijekom Drugog svjetskog rata, bombardiranje Ruhra od 1940. do 1944. uništilo je 30% postrojenja i opreme (u usporedbi s 15 – 20 % njemačke industrije u cjelini). Druga bitka za Ruhr (6./7. listopada 1944. do kraja 1944.) započela je zračnim napadom na Dortmund. U razornom zračnom napadu na Dortmund 12. ožujka 1945. sudjelovalo je 1 108 zrakoplova, što je rekordan broj zrakoplova angažiran protiv jedne mete u cijelom Drugom svjetskom ratu. Više od 4 800 tona bombi bačeno je da središte grada i njegove južne dijelove.
Osim strateškog bombardiranja Ruhrskog područja u travnju 1945, saveznička je vojska opkolila oko stotinu tisuća vojnika Wehrmachta u Ruhrskom džepu. Sredinom travnja 1945. saveznici su osvojili cijelo područje.
Nakon rata, planovi razvoja njemačke industrijske proizvodnje izričito su zabranili vojnu industriju i civilnu industriju koja bi mogla imati vojnu uporabu. Francuska vlada je predložila Monnetov plan koji je predviđao internacionalizaciju Ruhrskog područja, a kasniji Ruhrski sporazum nametnut je kao uvjet za osnivanje Savezne Republike Njemačke.
Tijekom Hladnog rata, zapadni su saveznici predviđali da će eventualni prodor Crvene armije na Zapadnu Europu započeti u tzv. Fuldinom prolazu (eng. Fulda gap) i imati Ruhr kao primarnu metu. Dominacija Njemačke nad Ruhrskim područjem ograničena je internacionalizacijom tržišta ugljena i čelika osnivanjem međudržavne Europske zajednice za ugljen i čelik 1951. godine. Obližnja regija Saar, koja sadrži veći dio preostalih njemačkih nalazišta ugljena, bila je francuski protektorat kojeg je 1947. predala Njemačkoj na gospodarsko upravljanje. Politički je vraćena Saveznoj Republici Njemačkoj tek u siječnju 1957., a potpuna gospodarska reintegracija dogodila se dvije godine kasnije. Paralelno s pitanjem političke kontrole Ruhra, saveznici su pokušali smanjiti njemački industrijski potencijal ograničavanjem proizvodnje i demontažom tvornica i čeličana, uglavnom u Ruhrskom području. Do 1950. oprema je uklonjena iz 706 proizvodnih pogona na zapadu, a kapacitet proizvodnje čelika smanjen je za 6,7 milijuna tona. Demontaža je konačno završila 1951. godine, a u konačnici je demontirano manje od 5 % njemačke industrijske baze.
Ruhr je postao središte njemačkog ekonomskog čuda Wirtschaftswunder 1950-ih i 1960-ih, jer je vrlo brz ekonomski rast (9 % godišnje) stvorio veliku potražnju za ugljenom i čelikom.
Nakon 1973. Njemačku je značajno pogodila svjetska gospodarska kriza, nagli skok cijena nafte i sve veća nezaposlenost, koja je povećana s 300 000 1973. na 1,1 milijun 1975. Ruhrsko područje bilo je najteže pogođeno jer su se lako dostupni rudnici ugljena iscrpili, a njemački ugljen više nije bio konkurentan drugim ugljenokopima. Sličnu sudbinu doživjela je ruhrska industrija čelika čija je proizvodnja naglo smanjena, jer su njezine cijene potkopavali jeftiniji dobavljači poput Japana. Sustav socijalne skrbi pružio je egzistencijalnu zaštitu velikom broju nezaposlenih radnika, a mnoge tvornice smanjile su radnu snagu preorijentirale se na specijaliziranu proizvodnju visoke dodane vrijednosti.
Sa smanjenjem potražnje za ugljenom nakon 1958., područje je prošlo kroz faze strukturne krize (kriza čelika) i industrijske diversifikacije, najprije razvijajući tradicionalnu tešku industriju, zatim prelazeći na uslužne djelatnosti i industriju visoke tehnologije. Zagađenje zraka i vode u tom području danas je većim dijelom riješeno. Godine 2010. Ruhrsko područje izabrano je za europsku prijestolnicu kulture.

## Klima
Ruhr ima oceansku klimu unatoč svom položaju u unutrašnjosti kontinenta. Blagi vjetrovi koji pušu s Atlantskog oceana preko nizina umanjuju temperaturne ekstreme. Posljedica utjecaja mora je oblačna i vlažna klima s niskim brojem sunčanih sati. Ljetne temperature se obično kreću oko 20°C, a temperature zimi su nešto iznad ništice.
Od početka 21. stoljeća, učinci globalnog zatopljenja postali su sve očigledniji. Područje su pogodile ozbiljne suše (poput 2018.), toplinski ekstremi s temperaturama iznad 40°C (2019.) i ekstremnim vremenskim fenomenima poput oluje koja je pogodila 9. lipnja 2014. ovo područje i srušila desetke tisuća stabala. Zime su postale blaže što predstavlja rizik za plantaže jabuka čiji su cvjetovi osjetljivi na smrzavanje ako pupoljak prerano procvjeta.

## Demografija
Deset najvećih gradova Ruhra navedeni su u tablici niže.
| broj | Ime                 | Stanovništvo 2020. godine | Površina (km2) | stanovništvo. po km2 | karta |
| ---- | ------------------- | ------------------------- | -------------- | -------------------- | ----- |
| 1    | Dortmund            | 587,696                   | 280.37         | 2.071                |       |
| 2    | Essen               | 582,415                   | 210.38         | 2.733                |       |
| 3    | Duisburg            | 495.885                   | 232.81         | 2.154                |       |
| 4    | Bochum              | 364,454                   | 145,43         | 2.652                |       |
| 5    | Gelsenkirchen       | 259,105                   | 104,86         | 2.557                |       |
| 6    | Oberhausen          | 209.566                   | 77.04          | 2.841                |       |
| 7    | Hagen               | 188,687                   | 160,36         | 1.228                |       |
| 8    | Hamm                | 178.967                   | 226,24         | 814                  |       |
| 9    | Mülheim an der Ruhr | 170.921                   | 51.41          | 3.332                |       |
| 10   | Herne               | 156.940                   | 91,29          | 1.861                |       |

Lokalni njemački dijalekt obično se naziva Ruhrdeutsch ili Ruhrpottdeutsch, iako doista ne postoji jedinstveno narječje koje opravdava taj naziv. To je više sociolekt radničke klase s utjecajima različitih dijalekata tog područja, koji se mijenjaju čak i s obzirom na profesiju. Glavni zajednički utjecaj proizlazi iz tradicije vađenja ugljena na tom području, primjerice lokalno stanovništvo radije naziva Ruhr "Pott", što je izvedenica od "Pütt" (izraz rudara za rudnik, jamu), ili pak "Revier".
Tijekom 19. stoljeća, u Ruhr se doselilo oko 500 000 etničkih Poljaka, Mazura i Šleza iz Istočne Pruske i Šleskee u migracijskom procesu poznatom kao Ostflucht (bijeg s istoka). Do 1925. godine Ruhrgebiet je narasao na oko 3 800 000 stanovnika. Većina novih stanovnika došla je iz Istočne Europe, ali bilo je doseljenika i iz Francuske, Irske i Ujedinjenog Kraljevstva. Tvrdilo se da su imigranti došli u Ruhr iz preko 140 različitih zemalja. Gotovo svi njihovi potomci danas govore njemački kao prvi jezik, te se iz različitih razloga ne identificiraju sa svojim poljskim korijenima i tradicijom, često im poljska prezimena ostaju samo kao znak njihove prošlosti.
- Dortmund, najveći grad Ruhrskog područja.
- Essen, drugi najveći grad Ruhrskogg područja .
- Duisburg, treći najveći grad Ruhrskog područja (luka noću).
- Bochum, četvrti najveći grad Ruhrskog područja.
- Gelsenkirchen, peti najveći grad Ruhrskog područja.

## Kultura
Put industrijske baštine (njem. Route der Industriekultur) povezuje turističke atrakcije povezane s Europskim putem industrijske baštine u Ruhru.
Ruhr je poznat po brojnim kulturnim institucijama od kojih mnoge uživaju međunarodni ugled. Ruhr ima tri velike operne kuće i više od 10 kazališta.
- Schauspielhaus Bochum
- Opernhaus Dortmund
- Kazalište Dortmund
- Deutsche Oper am Rhein u Duisburgu
- Kazalište Essen
- Kazalište Grillo u Essenu

Postoje posebne dvorane za klasičnu glazbu poput Bochumer Symphoniker, Duisburg Mercatorhalle, Saalbau Essen ili Dortmunder Philharmoniker. Svake godine u proljeće održava se Klavier-Festival Ruhr s 50 do 80 događanja klasične i jazz glazbe.
S više od 50 muzeja, Ruhr ima jedno od najbogatijih područja muzejima Europi.
- Njemački rudarski muzej u Bochumu
- Njemački nogometni muzej u Dortmundu
- Muzej umjetnosti i povijesti kulture u Dortmundu
- Ostwall muzej u Dortmundu
- Prirodoslovni muzej u Dortmundu
- Muzej Folkwang u Essenu
- Riznica katedrale u Essenu
- Muzej Küppersmühle u Duisburgu
- Lehmbruck-muzej u Duisburgu
- Muzej na otvorenom u Hagenu

Muzeji industrije:
- Zeche Zollern II/IV u Dortmundu
- Njemački muzej unutarnjih plovnih putova u Duisburgu
- Landschaftspark Duisburg-Nord u Duisburgu
- Industrijski kompleks rudnika ugljena Zollverein u Essenu
- Gasometer Oberhausen u Oberhausenu
- Zeche Ewald u Hertenu, posvećen zelenoj energiji

Vijeće Europske unije izabralo je grad Essen kao Europsku prijestolnicu kulture za 2010. godinu.

## Obrazovanje
Ruhrsko područje ima 22 sveučilišta i fakulteta s više od 250 000 što ga čini regijom s najvećom gustoćom ustanova za visoko obrazovanje u Njemačkoj. Pet najvećih sveučilišta koje pohađa ukupno oko 120 000 studenata nalaze se u gradovima Bochum, Duisburg, Dortmund, Essen i Witten. To su Sveučilište Ruhr Bochum, Sveučilište Duisburg-Essen, Tehničko sveučilište u Dortmundu, Sveučilište umjetnosti Folkwang i Sveučilište Witten/Herdecke.  Umjetničko sveučilište Folkwang je najznačajnije međunarodno priznato umjetničko sveučilište sa sjedištem u regiji Ruhr. Ova sveučilišta nisu jedina mjesta u Rurskoj regiji gdje se mogu steći akademske kvalifikacije. Postoji naime 17 različitih sveučilišta primijenjenih znanosti koje studentima daju priliku pohađanja odgovarajućih i kvalificiranih studija iz različitih područja, poput ekonomije, logistike, administracije ili menadžmenta.

#### UA Ruhr
Tri najveća sveučilišta (Sveučilište Ruhr Bochum, Sveučilište TU Dortmund i Sveučilište Duisburg-Essen) osnovali su savez sveučilišta pod nazivom "UA Ruhr". Studenti upisani na jedno od sveučilišta UA Ruhr mogu pohađati predavanja i seminare u sve tri institucije bez plaćanja studentske pristojbe, što otvara velike mogućnosti specijalizacije i dubinskog istraživanja odabranih disciplina. UA Ruhr ima tri koordinacijska ureda za vezu za zainteresirane studente u New Yorku, Moskvi i São Paulu.

## Prijevoz

### Javni prijevoz
Sva poduzeća za javni prijevoz u regiji Ruhr pod okriljem su asocijacije Verkehrsverbund Rhein-Ruhr, koji pruža uslugu jedinstvenog sustava izdavanja karata koji vrijedi za cijelo područje. Regija Ruhr dobro je integrirana u nacionalni željeznički sustav Deutsche Bahn, za putničke i robne usluge, a svaki grad u regiji ima barem jedan ili više željezničkih kolodvora. Veći središnji kolodvori održavaju izravne veze prema većim europskim gradovima kao što su Amsterdam, Bruxelles, Pariz, Beč ili Zürich.
Područje Ruhr također sadrži najduži tramvajski sustav na svijetu, koja obuhvaća sve tramvajske linije i mrežu gradske željeznice od Wittena do Krefelda. U početku je sustav bio još veći, bilo je moguće putovati od Unne do Bad Honnefa bez korištenja međugradskih željezničkih ili autobusnih linija.

### Cestovni prijevoz
Ruhr ima jednu od najgušćih mreža autocesta u cijeloj Europi, a tu regiju prelaze deseci autocesta i brzih cesta (Schnellstraßen). Okosnica mreže autocesta cijele regije su četiri autoceste koje se protežu u smjeru istok-zapad (A2, A40, A42, A44) i sedam autocesta u smjeru sjever-jug (A1, A3, A43, A45, A52, A57, A59). Autoceste A1, A2 i A3 su međunarodnog karaktera, dok druge autoceste imaju regionalnu funkciju.
Autoceste A44 i A52 imaju nekoliko poveznica koje nedostaju u različitim fazama planiranja. Neki od tih dijelova trenutno su u izgradnji ili se planiraju izgraditi u bliskoj budućnosti.
Dodatne brze ceste služe kao zaobilaznice i lokalni putevi, osobito oko Dortmunda i Bochuma. Zbog gustoće autoputa i brzih cesta, važnost Bundesstraßen je manja za međugradski promet. Prve autoceste u Ruhru otvorene su sredinom 1930-ih. Zbog gustoće mreže i broja alternativnih ruta, opseg prometa općenito je manji od ostalih velikih gradskih područja u Europi. Gužve u prometu svakodnevna su pojava, ali daleko manje nego u drugim policentričnim urbanim područjima. Najvažnije autoceste imaju šest traka, ali u Ruhru nema autocesta s osam traka.

### Zračni prijevoz
Zračna luka Düsseldorf je interkontinentalna zračna luka za Sjevernu Rajnu-Vestfaliju i nalazi se u radijusu od 20 km od većine centara zapadno-rurskog područja. Opslužuju ga željezničke stanice Düsseldorf Flughafen i Düsseldorf Flughafen Terminal, sa sustavom parkirališta, terminala i stanica povezanih Skytrainom.
Zračna luka Dortmund u istočnom Ruhru zračna je luka srednje veličine koja nudi redovne letove za domaća i europska odredišta s prometom od približno 1,9 milijuna putnika u 2013. godini. Zračna luka Dortmund opslužuje ekspresni autobus do glavnog kolodvora u Dortmundu, prijevoz do obližnje željezničke stanice Holzwickede/Dortmund Flughafen, autobus koji povezuje stanicu U47 Stadtbahn, kao i autobus do grada Unna.
- Javni prijevoz Rhein-Ruhr
- Bundesautobahn 52 u Mülheimu
- A40 u Dortmundu
- Na istoku Ruhra nalazi se Zračna luka Dortmund

## Vanjske poveznice
| Portal:Europa | Portal:Europa |

- Turizam u Ruhru, pristupljeno 25. kolovoza 2021.
- Ruhrgebietsbilder: Fotografije Ruhra  Arhivirana inačica izvorne stranice od 24. kolovoza 2021. (Wayback Machine), pristupljeno 25. kolovoza 2021.